# کشلائو-یلگا
کشلائو-یلگا (به لاتین: Kshlau-Yelga) یک منطقهٔ مسکونی در روسیه است که در باشقیرستان واقع شده‌است.